# Antonino da Patti
Antonino da Patti OFM (lateinisch Antoninus Natolii de Pactis oder Antoninus Pactensis; * 1539 in Messina; † 1617 in Rom) war italienischer Reformfranziskaner und geistlicher Schriftsteller und galt in der römisch-katholischen Kirche als gelehrter und frommer Mann.
Er war Kustos und Provinzialminister der franziskanischen Reformatenprovinz von Sizilien. Im Jahre 1596 wurde er Apostolischer Visitator für das Gebiet der Terra di Lavoro. Nach Verfolgung starb er in Rom und wurde dort in der Kirche San Francesco a Ripa beigesetzt.

## Publikationen
- Considerationi et espositioni sopra tutti li precetti della regola de' frati minori del serafico P.S. Francesco. Giovanni Guerigli, Venedig 1615 und 1617[2]
- Viridarium concionatorum ciuitatis Ierusalem triumphantis, in quo de eius magnificentia, partibus, diuitijs, ædificijs, ciuium multitudine ... , Venetiis : apud Ioannem Guerilium, 1617[3]